# 艾德维莱尔
艾德维莱尔（法語：Heidwiller，法語發音：[aidvilɛʁ] ⓘ）是法国上莱茵省的一个市镇，属于阿尔特基什区。

## 地理
艾德维莱尔（47°39'40"N, 7°14'38"E）面积4.48 平方千米，位于法国大東部大區上莱茵省，该省份为法国东部内陆省份，是阿尔萨斯的一部分，今与下莱茵省组成了阿尔萨斯欧洲集体，其北临下莱茵省，西接孚日省，西南接贝尔福地区省，东侧沿莱茵河与德国相望，南与瑞士接壤。
与艾德维莱尔接壤的市镇（或旧市镇、城区）包括：伊尔菲特、圣贝尔纳、卡尔斯帕克、阿斯帕克。
艾德维莱尔的时区为UTC+01:00、UTC+02:00（夏令时）。

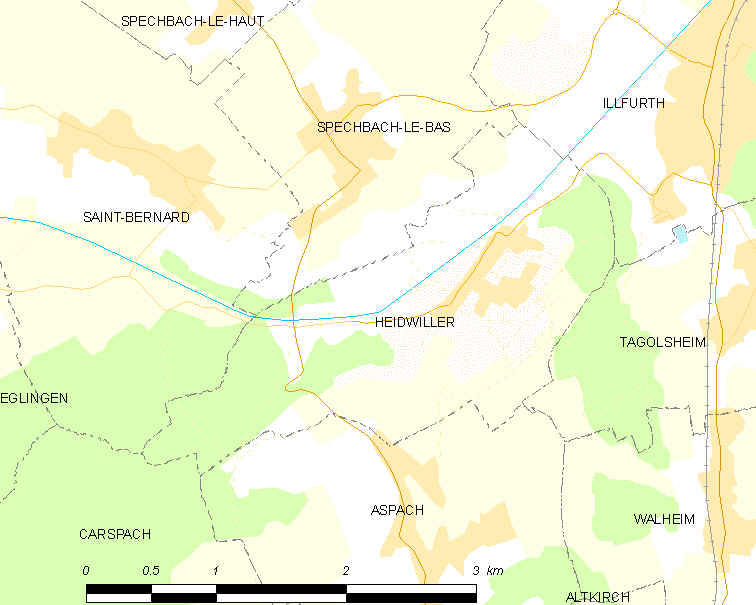
艾德维莱尔的OSM定位图

## 行政
艾德维莱尔的邮政编码为68720，INSEE市镇编码为68127。

## 政治
艾德维莱尔所属的省级选区为阿尔特基什县。

## 人口

1962-2008年间艾德维莱尔人口变化图示

艾德维莱尔于2022年1月1日时的人口数量为656人。